# Tchad aux Jeux olympiques d'été de 2024
Le Tchad participe aux Jeux olympiques d'été de 2024 à Paris. Il s'agit de sa 14e participation aux Jeux d'été.
L'archer Israel Madaye et la judokate Demos Memneloum sont nommés porte-drapeaux de la délégation tchadienne.

## Athlètes engagés
| Sport       | Hommes | Femmes | Total |
| ----------- | ------ | ------ | ----- |
| Athlétisme  | 1      | 0      | 1     |
| Judo        | 0      | 1      | 1     |
| Tir à l'arc | 1      | 0      | 1     |
| Total       | 2      | 1      | 3     |

## Résultats

### Athlétisme
| Athlète           | Épreuve           | Finale          | Finale |
| Athlète           | Épreuve           | Temps           | Rang   |
| ----------------- | ----------------- | --------------- | ------ |
| Valentin Betoudji | Marathon masculin | 2 h 32 min 11 s | 70e    |

### Judo
| Athlète         | Compétition    | 1er tour                 | 2e tour             | Quart de finale     | Demi-finale         | Repêchage           | Finale              | Rang     |
| Athlète         | Compétition    | Adversaire Résultat      | Adversaire Résultat | Adversaire Résultat | Adversaire Résultat | Adversaire Résultat | Adversaire Résultat | Rang     |
| --------------- | -------------- | ------------------------ | ------------------- | ------------------- | ------------------- | ------------------- | ------------------- | -------- |
| Demos Memneloum | Moins de 70 kg | Pogačnik Défaite 00 - 10 | Éliminée            | Éliminée            | Éliminée            | Éliminée            | Éliminée            | Éliminée |

### Tir à l'arc
| Athlète       | Compétition       | Tour préliminaire | Tour préliminaire | 1er tour                  | 2e tour          | 3e tour          | Quarts de finale | Demi-finales     | Finale / 3e place | Finale / 3e place |
| Athlète       | Compétition       | Score             | Rang              | Adversaire Score          | Adversaire Score | Adversaire Score | Adversaire Score | Adversaire Score | Adversaire Score  | Rang              |
| ------------- | ----------------- | ----------------- | ----------------- | ------------------------- | ---------------- | ---------------- | ---------------- | ---------------- | ----------------- | ----------------- |
| Israel Madaye | Individuel hommes | 600               | 64e               | Kim Woo-jin Défaite 0 - 6 | Éliminé          | Éliminé          | Éliminé          | Éliminé          | Éliminé           | Éliminé           |